# Soldier of Fortune (딥 퍼플의 노래)
〈Soldier of Fortune〉는 리치 블랙모어와 데이비드 커버데일이 작곡한 블루스 록 발라드이며, 영국의 하드 록 밴드 딥 퍼플의 1974년 음반 《Stormbringer》에 발매되었다. 딥 퍼플은 이 곡을 싱글로 발표한 적이 없고 음반 차트에 오른 적도 없지만, 수년 동안 컬트를 발전시켰고, 화이트스네이크, 오페스, 블랙 마제스티가 커버 버전을 발표했으며, 블랙모어스 나이트가 콘서트에서 이 곡을 커버했다.
오페스 커버는 2006년 《Ghost Reveries》의 스페셜 에디션 발매에 보너스 트랙으로 포함되었고, 2007년 3월 싱글로 발매되었으며, 아이튠즈에서 사용할 수 있다. 로드러너 레코드는 오페스의 버전을 13개의 가장 거친 커버 중 하나로 꼽으며, 이를 충실한 커버라고 부르며, 미카엘 오케르펠트의 "뜻밖에 영혼이 깃든 보컬"이라고 언급했다.

## 커버 버전
- 화이트스네이크의 버전은 1997년 라이브 음반 《Starkers in Tokyo》에 처음 등장했고, 이후 《The Silver Anniversary Collection》(2003년), 《30th Anniversary Collection》(2008년), Made in Britain/World Record(2013년)에서 싱글로도 발매된 2015년 음반 《The Purple Album》의 스튜디오 버전에 등장했다.
- 오페스의 버전은 2005년 음반 《Ghost Reveries》의 스페셜 에디션에서 보너스 트랙으로 처음 발매되었고 2007년 3월 6일 싱글로 발매되었다.
- 블랙모어스 나이트의 버전은 2002년 라이브 음반 《Past Times with Good Company》에 등장했다.
- 대한민국의 가수 임재범과 배우 최민수도 이 노래를 커버해 불렀다.